# Julodis matthiesseni
Julodis matthiesseni es una especie de escarabajo del género Julodis, familia Buprestidae. Fue descrita científicamente por Reitter en 1905.